# Dilecta (ciclismo)
La Dilecta era una squadra francese di ciclismo su strada maschile, attiva nel professionismo dal 1922 al 1957.
Patrocinata dal telaista Dilecta (fondato nel 1913 a Le Blanc), nei tre decenni di attività ebbe tra le proprie file Francis Pélissier, Ferdinand Le Drogo, Frans Bonduel, Edgard De Caluwé, Achiel Buysse, Gerrit Schulte e Jef Moerenhout. Tra i principali successi conseguiti dalla squadra vi sono numerose classiche (cinque Giri delle Fiandre, due Parigi-Tours, tre Parigi-Bruxelles) e 3 tappe al Tour de France, prima che la prova, dall'edizione 1930, venisse riservata alle squadre nazionali.

## Cronistoria

### Annuario
| Anno | Codice | Nome                       | Cat. | Biciclette | Dirigenza                 |
| ---- | ------ | -------------------------- | ---- | ---------- | ------------------------- |
| 1922 | -      | Dilecta-Wolber             | Pro  | Dilecta    | -                         |
| 1923 | -      | Dilecta-Cycles Russell     | Pro  | Dilecta    | -                         |
| 1924 | -      | Dilecta                    | Pro  | Dilecta    | -                         |
| 1925 | -      | Dilecta-Wolber             | Pro  | Dilecta    | -                         |
| 1926 | -      | Dilecta-Wolber             | Pro  | Dilecta    | -                         |
| 1927 | -      | Dilecta-Wolber             | Pro  | Dilecta    | -                         |
| 1928 | -      | Dilecta-Wolber             | Pro  | Dilecta    | -                         |
| 1929 | -      | Dilecta-Wolber             | Pro  | Dilecta    | -                         |
| 1930 | -      | Dilecta-Wolber             | Pro  | Dilecta    | -                         |
| 1931 | -      | Dilecta-Wolber             | Pro  | Dilecta    | -                         |
| 1932 | -      | Dilecta-Wolber             | Pro  | Dilecta    | -                         |
| 1933 | -      | Dilecta-Wolber             | Pro  | Dilecta    | -                         |
| 1934 | -      | Dilecta-Wolber             | Pro  | Dilecta    | -                         |
| 1935 | -      | Dilecta-Wolber             | Pro  | Dilecta    | -                         |
| 1935 | -      | Dilecta-Wolber             | Pro  | Dilecta    | -                         |
| 1936 | -      | Dilecta-Wolber             | Pro  | Dilecta    | -                         |
| 1937 | -      | Dilecta-Wolber             | Pro  | Dilecta    | -                         |
| 1938 | -      | Dilecta-Wolber             | Pro  | Dilecta    | -                         |
| 1939 | -      | Dilecta-Wolber             | Pro  | Dilecta    | -                         |
| 1940 | -      | Dilecta-Wolber             | Pro  | Dilecta    | -                         |
| 1941 | -      | Dilecta-Wolber             | Pro  | Dilecta    | -                         |
| 1942 | -      | Dilecta-Wolber             | Pro  | Dilecta    | -                         |
| 1943 | -      | Dilecta-Wolber             | Pro  | Dilecta    | -                         |
| 1944 | -      | Dilecta-Wolber             | Pro  | Dilecta    | -                         |
| 1945 | -      | Dilecta-Wolber             | Pro  | Dilecta    | -                         |
| 1946 | -      | Dilecta-Wolber             | Pro  | Dilecta    | -                         |
| 1947 | -      | Dilecta-Wolber             | Pro  | Dilecta    | -                         |
| 1948 | -      | Dilecta-J.B. Louvet-Wolber | Pro  | Dilecta    | -                         |
| 1949 | -      | Dilecta-Wolber             | Pro  | Dilecta    | -                         |
| 1950 | -      | Dilecta-Wolber             | Pro  | Dilecta    | -                         |
| 1951 | -      | Dilecta-Wolber             | Pro  | Dilecta    | -                         |
| 1952 | -      | Dilecta-Wolber             | Pro  | Dilecta    | -                         |
| 1953 | -      | Dilecta-J.B. Louvet-Wolber | Pro  | Dilecta    | Dir. sportivi: Léon Veron |
| 1954 | -      | Dilecta-Wolber-J.B. Louvet | Pro  | Dilecta    | Dir. sportivi: Léon Veron |
| 1955 | -      | Dilecta                    | Pro  | Dilecta    | -                         |
| 1956 | -      | Dilecta                    | Pro  | Dilecta    | -                         |
| 1957 | -      | Dilecta                    | Pro  | Dilecta    | -                         |

## Palmarès

### Grandi Giri
- Giro d'Italia

Partecipazioni: 0
- Tour de France

Partecipazioni: 2 (1927, 1929) 
Vittorie di tappa: 3
1927: 2 (Francis Pélissier, Ferdinand Le Drogo)
1929: 1 (Paul Le Drogo)
Vittorie finali: 0
Altre classifiche: 0
- Vuelta a España

Partecipazioni: 0

### Classiche monumento
- Giro delle Fiandre: 5

1930 (Frans Bonduel); 1938 (Edgard De Caluwé); 1940, 1941, 1943 (Achiel Buysse)

### Campionati nazionali
- Campionati francesi: 3

In linea: 1927, 1928 (Ferdinand Le Drogo); 1954 (Jacques Dupont)
- Campionati lussemburghesi: 1

In linea: 1935 (Arsène Mersch)
- Campionati olandesi: 1

In linea: 1948 (Gerrit Schulte)